# Formel 1-VM 2009
Formel 1-VM 2009 hade 17 deltävlingar som kördes under perioden 29 mars-1 november 2009. Förarmästerskapet vanns av britten Jenson Button och konstruktörsmästerskapet vanns av Brawn GP.

## Nyheter 2009
- Frankrikes Grand Prix utgår medan den franska motorsportfederationen undersöker nya framtida banor.
- Kanadas Grand Prix utgår, vilket innebär den första F1-säsongen utan något lopp i Nordamerika.
- Abu Dhabis Grand Prix tillkommer.
- Australiens Grand Prix har ansökt om att starta loppet klockan 17.00.
- Japans Grand Prix körs på Suzukabanan.
- Kinas Grand Prix körs i april.
- Tysklands Grand Prix körs på Nürburgring.
- Force India inleder tekniskt samarbete med McLaren.
- Honda lämnade F1 på grund av den ekonomiska läget inom bilindustrin. Stallet köptes av stallchefen Ross Brawn och blev Brawn GP.

### Däckleverantör
- Bridgestone fortsätter som enda däckleverantör.

### Regeländringar
- Helt släta däck, slicks, blir åter tillåtna.
- Däcken med den mjukare av de två gummiblandningarna som används under tävling är märkta med ett grönt band på de yttre däcksidorna.
- Ett stall får använda max 20 motorer under säsongen, max åtta per förare plus fyra för testning.
- Om en förare använder fler än åtta motorer, flyttas denne ner 10 placeringar på startgriden, eller till den sista startrutan om ändringen görs efter kvalificeringen till loppet.
- Motorns varvtal får vara max 18 000 varv/minut.
- Frontvingen får vara 1 800 mm, vilket är lika bred som bilen.
- Frontvingen får justeras av föraren inom en sektor på 6° två gånger per varv.
- Bakvingen får vara 750 mm bred och inte sitta högre än 950 mm.
- Bilarna får vara utrustade med energisparsystemet KERS (Kinetic Energy Recovery System)[1].
- Testning inte tillåten under säsongen utan endast under tävlingshelger och då vid ordinarie träningstider.
- Depån kommer åter att vara öppen under hela loppet, men för att inte föraren ska rusa in i depån om säkerhetsbilen kommer ut, kommer en beräknad minimitid som föraren måste stanna ute att visas på bilens kontrollpanel.

## Vinnare
- Förare:  Jenson Button
- Konstruktör:  Brawn GP

## Tävlingskalender
| Grand Prix                 | Datum        | Bana                               | Vinnande förare    | Vinnande tillverkare |   |
| -------------------------- | ------------ | ---------------------------------- | ------------------ | -------------------- | - |
| Australiens Grand Prix     | 29 mars      | Melbourne                          | Jenson Button      | Brawn-Mercedes       | * |
| Malaysias Grand Prix       | 5 april      | Sepang                             | Jenson Button      | Brawn-Mercedes       | * |
| Kinas Grand Prix           | 19 april     | Shanghai                           | Sebastian Vettel   | Red Bull-Renault     | * |
| Bahrains Grand Prix        | 26 april     | Sakhir                             | Jenson Button      | Brawn-Mercedes       | * |
| Spaniens Grand Prix        | 10 maj       | Catalunya                          | Jenson Button      | Brawn-Mercedes       | * |
| Monacos Grand Prix         | 24 maj       | Monaco (Stadslopp)                 | Jenson Button      | Brawn-Mercedes       | * |
| Turkiets Grand Prix        | 7 juni       | Istanbul Park                      | Jenson Button      | Brawn-Mercedes       | * |
| Storbritanniens Grand Prix | 21 juni      | Silverstone                        | Sebastian Vettel   | Red Bull-Renault     | * |
| Tysklands Grand Prix       | 12 juli      | Nürburgring                        | Mark Webber        | Red Bull-Renault     | * |
| Ungerns Grand Prix         | 26 juli      | Hungaroring                        | Lewis Hamilton     | McLaren-Mercedes     | * |
| Europas Grand Prix         | 23 augusti   | Valencia (Stadslopp)               | Rubens Barrichello | Brawn-Mercedes       | * |
| Belgiens Grand Prix        | 30 augusti   | Spa-Francorchamps                  | Kimi Räikkönen     | Ferrari              | * |
| Italiens Grand Prix        | 13 september | Monza                              | Rubens Barrichello | Brawn-Mercedes       | * |
| Singapores Grand Prix      | 27 september | Singapore (Stadslopp och nattlopp) | Lewis Hamilton     | McLaren-Mercedes     | * |
| Japans Grand Prix          | 4 oktober    | Suzuka                             | Sebastian Vettel   | Red Bull-Renault     | * |
| Brasiliens Grand Prix      | 18 oktober   | Interlagos                         | Mark Webber        | Red Bull-Renault     | * |
| Abu Dhabis Grand Prix      | 1 november   | Yas Island                         | Sebastian Vettel   | Red Bull-Renault     | * |

## Stall och förare
| Stall       | Nummer     | Förare                         |
| ----------- | ---------- | ------------------------------ |
| BMW Sauber  | 5          | Robert Kubica, Polen           |
| BMW Sauber  | 6          | Nick Heidfeld, Tyskland        |
| BMW Sauber  | Testförare | Christian Klien, Österrike     |
| Brawn       | 22         | Jenson Button, Storbritannien  |
| Brawn       | 23         | Rubens Barrichello, Brasilien  |
| Ferrari     | 3          | Felipe Massa, Brasilien        |
| Ferrari     | 3          | Luca Badoer, Italien           |
| Ferrari     | 3          | Giancarlo Fisichella, Italien  |
| Ferrari     | 4          | Kimi Räikkönen, Finland        |
| Force India | 20         | Adrian Sutil, Tyskland         |
| Force India | 21         | Giancarlo Fisichella, Italien  |
| Force India | 21         | Vitantonio Liuzzi, Italien     |
| McLaren     | 1          | Lewis Hamilton, Storbritannien |
| McLaren     | 2          | Heikki Kovalainen, Finland     |
| Red Bull    | 14         | Mark Webber, Australien        |
| Red Bull    | 15         | Sebastian Vettel, Tyskland     |
| Renault     | 7          | Fernando Alonso, Spanien       |
| Renault     | 8          | Nelsinho Piquet, Brasilien     |
| Renault     | 8          | Romain Grosjean, Frankrike     |
| Toro Rosso  | 11         | Sébastien Bourdais, Frankrike  |
| Toro Rosso  | 11         | Jaime Alguersuari, Spanien     |
| Toro Rosso  | 12         | Sébastien Buemi, Schweiz       |
| Toyota      | 9          | Jarno Trulli, Italien          |
| Toyota      | 10         | Timo Glock, Tyskland           |
| Toyota      | 10         | Kamui Kobayashi, Japan         |
| Williams    | 16         | Nico Rosberg, Tyskland         |
| Williams    | 17         | Kazuki Nakajima, Japan         |
| Williams    | Testförare | Nico Hülkenberg, Tyskland      |

## Slutställning

### Förarmästerskapet

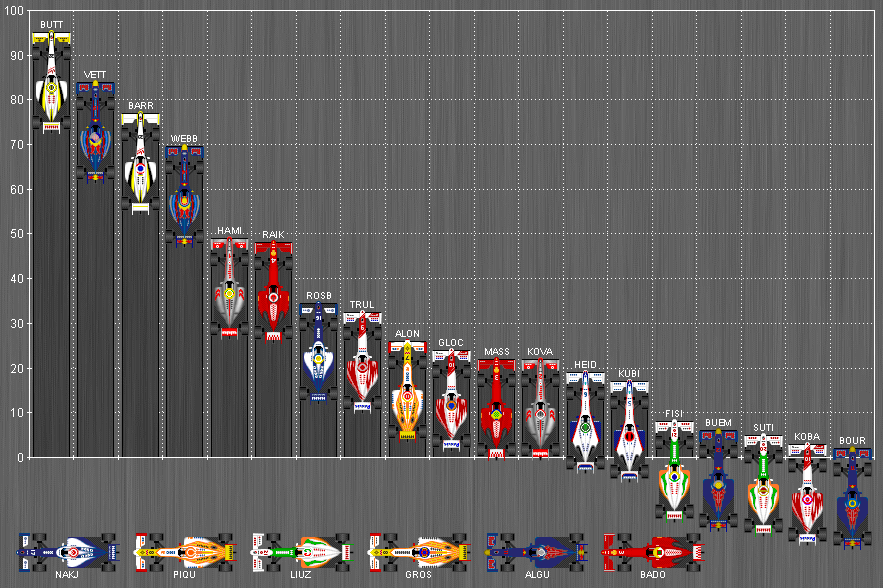
Slutställningen i bild

| Placering | Förare               | Konstruktör                  | Poäng |
| --------- | -------------------- | ---------------------------- | ----- |
| 1         | Jenson Button        | Brawn-Mercedes               | 95    |
| 2         | Sebastian Vettel     | Red Bull-Renault             | 84    |
| 3         | Rubens Barrichello   | Brawn-Mercedes               | 77    |
| 4         | Mark Webber          | Red Bull-Renault             | 69.5  |
| 5         | Lewis Hamilton       | McLaren-Mercedes             | 49    |
| 6         | Kimi Räikkönen       | Ferrari                      | 48    |
| 7         | Nico Rosberg         | Williams-Toyota              | 34.5  |
| 8         | Jarno Trulli         | Toyota                       | 32.5  |
| 9         | Fernando Alonso      | Renault                      | 26    |
| 10        | Timo Glock           | Toyota                       | 24    |
| 11        | Felipe Massa         | Ferrari                      | 22    |
| 12        | Heikki Kovalainen    | McLaren-Mercedes             | 22    |
| 13        | Nick Heidfeld        | BMW Sauber                   | 19    |
| 14        | Robert Kubica        | BMW Sauber                   | 17    |
| 15        | Giancarlo Fisichella | Force India-Mercedes Ferrari | 8     |
| 16        | Sébastien Buemi      | Toro Rosso-Ferrari           | 6     |
| 17        | Adrian Sutil         | Force India-Mercedes         | 5     |
| 18        | Kamui Kobayashi      | Toyota                       | 3     |
| 19        | Sébastien Bourdais   | Toro Rosso-Ferrari           | 2     |
| 20        | Kazuki Nakajima      | Williams-Toyota              | 0     |
| 21        | Nelsinho Piquet      | Renault                      | 0     |
| 22        | Vitantonio Liuzzi    | Force India-Mercedes         | 0     |
| 23        | Romain Grosjean      | Renault                      | 0     |
| 24        | Jaime Alguersuari    | Toro Rosso-Ferrari           | 0     |
| 25        | Luca Badoer          | Ferrari                      | 0     |

### Konstruktörsmästerskapet
| Placering | Konstruktör          | Poäng |
| --------- | -------------------- | ----- |
| 1         | Brawn-Mercedes       | 172   |
| 2         | Red Bull-Renault     | 153.5 |
| 3         | McLaren-Mercedes     | 71    |
| 4         | Ferrari              | 70    |
| 5         | Toyota               | 59.5  |
| 6         | BMW Sauber           | 36    |
| 7         | Williams-Toyota      | 34.5  |
| 8         | Renault              | 26    |
| 9         | Force India-Mercedes | 13    |
| 10        | Toro Rosso-Ferrari   | 8     |